# 圣樊尚莱斯皮纳斯
圣樊尚莱斯皮纳斯（法語：Saint-Vincent-Lespinasse，法語發音：[sɛ̃ vɛ̃sɑ̃ lɛspinas]）是法国奥克西塔尼大区塔恩-加龙省的一个市镇，属于卡斯泰尔萨拉桑区。

## 地理
圣樊尚莱斯皮纳斯（44°7'5"N, 0°57'12"E）面积9.44 平方千米，位于法国奧克西塔尼大區塔恩-加龙省，该省份为法国西南部内陆省份，北起顺时针与洛特省、阿韦龙省、塔恩省、上加龙省、热尔省和洛特-加龙省接壤。
与圣樊尚莱斯皮纳斯接壤的市镇（或旧市镇、城区）包括：布杜、古杜维尔、马洛斯、圣克莱尔、圣保罗代斯皮。
圣樊尚莱斯皮纳斯的时区为UTC+01:00、UTC+02:00（夏令时）。

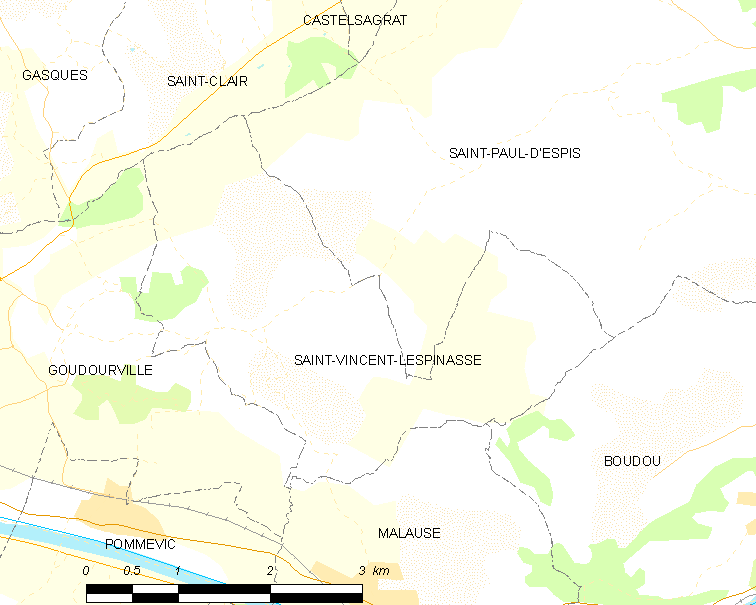
圣樊尚莱斯皮纳斯的OSM定位图

## 行政
圣樊尚莱斯皮纳斯的邮政编码为82400，INSEE市镇编码为82175。

## 政治
圣樊尚莱斯皮纳斯所属的省级选区为瓦朗斯县。

## 人口

1962-2008年间圣樊尚莱斯皮纳斯人口变化图示

圣樊尚莱斯皮纳斯于2022年1月1日时的人口数量为285人。